# Siagonodon
Siagonodon es un género de serpientes de la familia Leptotyphlopidae. Las especies de este género se distribuyen por Sudamérica.

## Especies
Se reconocen las siguientes cinco especies:
- Siagonodon acutirostris Pinto & Curcio, 2011.
- Siagonodon borrichianus (Degerbøl, 1923).
- Siagonodon cupinensis (Bailey & Carvalho, 1946).
- Siagonodon exiguum Martins, Folly, Ferreira, Garcia da Silva, Koch, Fouquet, Machado, Lopes, Pinto, Rodrigues & Passos, 2023.[3]
- Siagonodon septemstriatus (Schneider, 1801).